# 中島聖
中島 聖（なかじま ひじり）は、アダルトゲームのシナリオライター。

## 来歴・人物
自身のホームページがなく、経歴は一切不明である。

## 作品
※いずれもシナリオ担当。
- Imitation Lover（2006年）
- R.U.R.U.R 〜ル・ル・ル・ル〜 このこのために、せめてきれいな星空を（2007年）
- Dies irae-Also sprach Zarathustra-（2007年）
- lightBOX 2008（2008年）
- あるすまぐな! -ARS:MAGNA-（2008年）
- lightBOX 2010(2010年）
- 封印（2013年）